# Regierung Onkelinx I

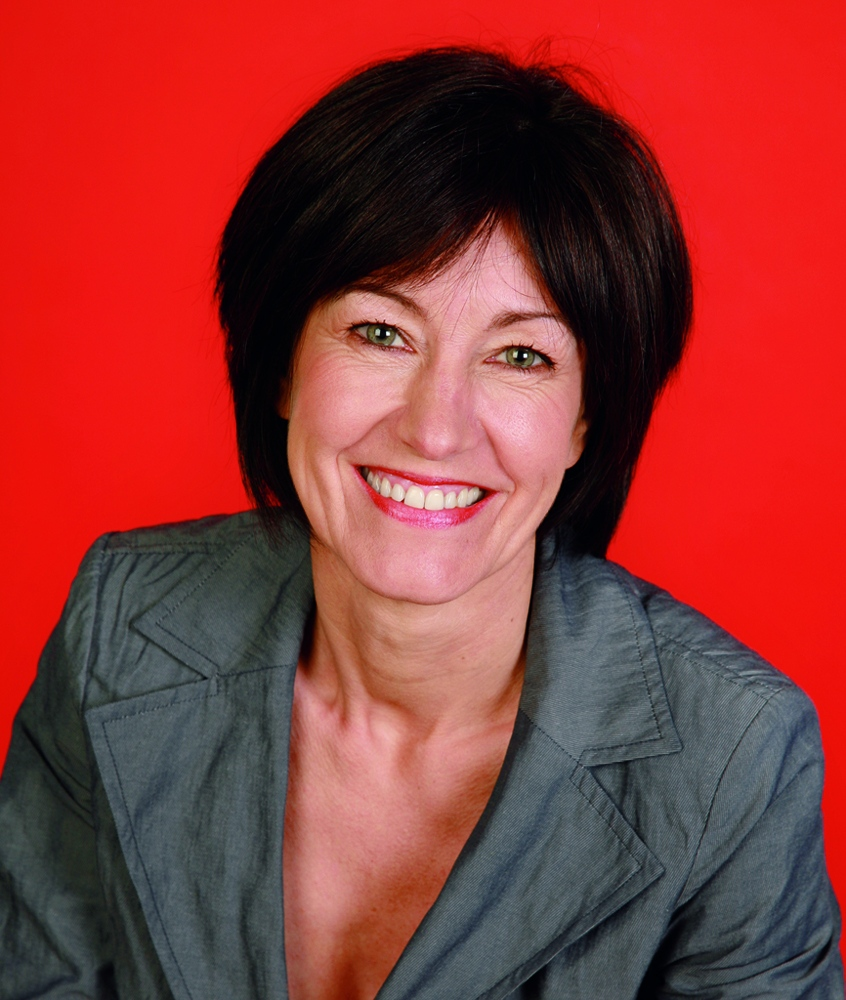
Laurette Onkelinx

Die Regierung Onkelinx I war die sechste Regierung der Französischen Gemeinschaft Belgiens. Sie amtierte vom 6. Mai 1993 bis zum 21. Juni 1995.
Der Rat der Französischen Gemeinschaft wurde nicht direkt gewählt, er setzte sich aus den 132 französischsprachigen Mitgliedern der Belgischen Abgeordnetenkammer (88 Abgeordnete) und des Belgischen Senats (44 Senatoren) zusammen.
Nach der Parlamentswahl am 24. November 1991 setzten die Sozialistische Partei (PS) und die konservative Parti Social Chrétien (PSC) ihre seit 1987 bestehende Zusammenarbeit fort. Neuer Ministerpräsident wurde Bernard Anselme (PS), bisher Ministerpräsident der Wallonischen Region.
Am 4. Mai 1993 wurde Anselme Sozialminister in der föderalen Regierung Dehaene I. Neue Ministerpräsidentin wurde Laurette Onkelinx (PS), bisher Ministerin in der Regierung Dehaene I. Nach den Wahlen am 21. Mai 1995 wurde die Koalition von PS und PSC fortgesetzt, Laurette Onkelinx wurde erneut Ministerpräsidentin.

## Zusammensetzung
| Amt                                                                                                  | Name              | Partei | Beginn der Amtszeit | Ende der Amtszeit |
| --- | ----------------- | ------ | ------------------- | ----------------- |
| Ministerpräsidentin, verantwortlich für Soziales, Gesundheit und Tourismus                           | Laurette Onkelinx | PS     | 6. Mai 1993         | 1. Januar 1994    |
| Ministerpräsidentin, verantwortlich für den Öffentlichen Dienst, Kinder und Gesundheit               | Laurette Onkelinx | PS     | 1. Januar 1994      | 8. Juni 1995      |
| Minister für höhere Bildung, wissenschaftliche Forschung und internationale Beziehungen              | Michel Lebrun     | PSC    | 6. Mai 1993         | 1. Januar 1994    |
| Minister für höhere Bildung, wissenschaftliche Forschung, Jugendhilfe und internationale Beziehungen | Michel Lebrun     | PSC    | 1. Januar 1994      | 21. Juni 1995     |
| Minister für Bildung, Audiovisuelles und den Öffentlichen Dienst                                     | Elio di Rupo      | PS     | 6. Mai 1993         | 1. Januar 1994    |
| Minister für Bildung und Audiovisuelles                                                              | Elio di Rupo      | PS     | 1. Januar 1994      | 23. Januar 1994   |
| Minister für Bildung und Audiovisuelles                                                              | Philippe Mahoux   | PS     | 26. Januar 1994     | 8. Juni 1995      |
| Minister für Haushalt, Kultur und Sport                                                              | Éric Tomas        | PS     | 6. Mai 1993         | 21. Juni 1995     |

## Umbesetzungen
Am 1. Januar 1994 wurden die Zuständigkeiten im Kabinett neu verteilt.
Elio Di Rupo (PS) trat am 23. Januar 1994 zurück, um stellvertretender Ministerpräsident und Minister für Kommunikation und öffentliche Unternehmen in der föderalen Regierung Dehaene I zu werden. Sein Nachfolger wurde Philippe Mahoux (PS).
Onkelinx und Mahoux traten kurz vor den Wahlen am 21. Mai 1995 zurück, um für den belgischen Senat zu kandidieren.